# Нютън Стюарт
Ню̀тън Стю̀арт (на английски: Newton Stewart, изговаря се по-близко до Нютън Стюърт, на гаелски Baile Ur nan Stiùbhartach) е град в южната част на Шотландия. Разположен е в област Дъмфрийс анд Голоуей около устието на река Крий в залива Уигтаун. Първите сведения за града датират от 17 век. Областният център Дъмфрийс се намира на около 40 km на изток от Нютън Стюарт. Имал е жп гара до 1965 г. Население 3650 жители от преброяването през 2004 г.  Архив на оригинала от 2012-01-25 в Wayback Machine..